# NGC 5089
NGC 5089 este o infrared source⁠(d) situată în constelația Părul Berenicei. A fost descoperită în 13 martie 1785 de către William Herschel. Se află la o distanță de 61,38 de megaparseci de Pământ.